# Demodes subconspersa
Demodes subconspersa là một loài bọ cánh cứng trong họ Cerambycidae.